# HC Verva Litvínov
HC VERVA Litvínov (celým názvem: Hockey Club VERVA Litvínov) je český klub ledního hokeje, který sídlí v Litvínově v Ústeckém kraji. Založen byl v roce 1945 pod názvem SK SZ Horní Litvínov. Svůj současný název nese od roku 2011. Od roku 1959, od postupu do nejvyšší české soutěže, jsou společně s Pardubicemi (1950) jedinými kluby, které za žádných okolností, ještě nesestoupily do nižší ligy. Společnost Orlen Unipetrol podporuje klub od jeho založení v roce 1945 a s podílem 70,95 % je majoritním vlastníkem klubu. Generálním partnerem klubu je od roku 2007 společnost Benzina, a tak klub nesl nejdříve název HC Benzina Litvínov a od sezóny 2011/12 název HC Verva Litvínov, který je inspirován názvem prémiových paliv VERVA. Od sezóny 1993/94 působí v Extralize, české nejvyšší soutěži ledního hokeje. Klubové barvy jsou žlutá a černá.
Své domácí zápasy odehrává na zimním stadionu Ivana Hlinky s kapacitou 6 011 diváků.

## Týmové úspěchy
- Umístění v nejvyšší domácí soutěži – 1. místo (2015), 2. místo (1978, 1984, 1991 a 1996), 3. místo (1982, 1990 a 1992); vítěz základní části (1993)
- Hokejový pohár – vítěz 2002
- Evropská liga – čtvrtfinále (1997)
- Hokejová Liga mistrů – osmifinále (2015/2016)

## Historie

### Začátky
Mužstvo hrálo nejprve na zamrzlém házenkářském hřišti. Od roku 1952 se postupně z I. A třídy přes krajský přebor a oblastní soutěž propracovalo do celostátní soutěže, která se posléze změnila ve druhou ligu. V té době klub hrál již celý rok na stadionu s umělou ledovou plochou vybudovaném v roce 1955. V roce 1959 Litvínov vyhrál dvanáctičlennou druhou ligu a postoupil do nejvyšší soutěže, kde se nachází dodnes.
Nováček soutěže ovšem velmi dlouho čekal na výraznější úspěch a pravidelně obsazoval místa ve druhé polovině tabulky. Často bojoval o holé udržení. V roce 1962 měl dokonce podle tabulky sestoupit, ale Tatra Kolín svého práva na postup z druhé ligy nevyužila. Po této sezóně zde sbíral tři roky první trenérské zkušenosti mistr světa z roku 1949 Augustin Bubník. Za jeho působení vysílal Litvínov do reprezentace na mistrovství světa a zimní olympijské hry útočníka Jaroslava Waltera, což byl první drobný úspěch, kterým dal tým o sobě vědět. Navíc se v roce 1965 dočkala zastřešení ledová plocha. V polovině 60. let také přišel první úspěch při práci s mládeží, když starší dorostenci získali titul přeborníka tehdejšího Československa. Někteří se vzápětí objevili i v kádru prvního družstva mezi dospělými. Nad všemi vynikal střední útočník Ivan Hlinka, který v 16 letech hrál ligu a v 19 již oblékl reprezentační dres. Zdatně mu sekundoval i obránce Jiří Bubla, který se s ním posléze v 70. letech stal trojnásobným mistrem světa.

### Vzestupy a pády v československé soutěži
Čekání na týmový posun trvalo ale dále. Až v roce 1975 mužstvo zakončilo sezónu v první polovině tabulky na 4. místě a navíc také poprvé s aktivním poměrem branek. Hlinka se podílel na plné polovině gólů svého týmu, když nasbíral 78 kanadských bodů za 36 gólů a 42 přihrávek, v čemž neměl v lize konkurenci. Ve stejném roce se podařilo vyhrát republikový přebor i starším žákům. Po velkém výkyvu směrem dolů skončil Litvínov v roce 1978 nečekaně na 2. místě a Ivan Hlinka, nejlepší nahrávač ligy ročníku s 39 asistencemi, vyhrál anketu Zlatá hokejka. Od prvních mistrovství světa do 20 let ve druhé polovině 70. let mládežnická líheň Litvínova zásobovala i náš juniorský reprezentační výběr. Obránce Arnold Kadlec posléze získal i seniorskou zlatou medaili ze šampionátu v Praze 1985.
Počátek 80. let sice znamenal rozloučení s Hlinkou a Bublou, kteří mohli oficiálně odejít do NHL, ale na jejich místa se již tlačili další úspěšní mladíci. Ještě před dovršením 18 roku věku se v týmu postupně dobře adaptovali útočníci Vladimír Růžička, Petr Rosol a Petr Klíma. Všichni reprezentovali na mistrovství světa do 20 let a první dva se s obránci Kadlecem a Eduardem Uvírou, který do Litvínova přišel z Opavy, stali v roce 1985 v Praze mistry světa. Klímu o šampionát připravilo zranění, ale díky emigraci se stal v dresu Edmontonu v roce 1990 druhým litvínovským hokejistou, jehož jméno je vyryto na Stanley Cupu. O čtyři roky ho předstihl ještě mladší emigrant obránce Petr Svoboda, který v NHL nejprve oblékl dres Montrealu.
Litvínov zatím na domácí scéně upevňoval svou pozici, když pravidelně končil v horní polovině tabulky, ale na úplný vrchol až příliš útočně laděné mužstvo nedosáhlo. V roce 1984 tým zopakoval 2. místo, čemuž velmi pomohlo domácí prostředí, kde zaznamenal ztráty jenom při 2 remízách z 22 utkání. Růžička se tehdy poprvé stal nejlepším střelcem ligy s 31 góly a zároveň i nejproduktivnějším hráčem ligy s 54 body. Tyto své úspěchy v dalších sezónách dokázal zopakovat a v roce 1986 v dresu Litvínova získal svou první Zlatou hokejku. Rozvoj hokeje v Litvínově podpořilo i dokončení druhé kryté haly v roce 1982. Následovala neuvěřitelná série šesti republikových dorosteneckých titulů v období 1985 – 1990, která se projevila i v juniorech, kde Litvínov triumfoval na republikové úrovni v roce 1989.
Na seniorské úrovni ve druhé polovině 80. let přišly opět výkyvy, které někdy ani nedovolily mužstvu proniknout do nově zavedeného systému play-off. Když bylo nejhůře, sestoupil v lednu 1987 trenér Ivan Hlinka z lavičky a oblékl opět hráčský dres. Do týmu však již pronikali noví mladí hráči jako útočníci Robert Kysela, v roce 1987 sotva 16letý Robert Reichel, Josef Beránek ml., Robert Lang, Martin Ručinský, obránce Jiří Šlégr, brankář Zdeněk Orct z Liberce, kteří se v budoucnu stali olympijskými vítězi a světovými mistry. V roce 1990 Litvínov v play off získal 3. místo a opět měl ve svém středu nejlepšího střelce a muže kanadského bodování celé ligy, kterým se stal Reichel se 48 góly a 82 body, a k tomu ještě nejlepšího nahrávače Rosola se 38 asistencemi.
I bez Reichela zaznamenal Litvínov v další sezóně, kterou poznamenal po změně společenských poměrů již oficiální hromadný odchod hráčů do zámoří, třetí výrazný úspěch v historii klubu. Po 3. místě v základní části se probojoval do finále play off, v němž nestačil na Jihlavu. Úspěch se odrazil i ve vyhlašování různých ocenění, když se Hlinka stal nejlepším trenérem a Šlégr nejlepším obráncem ligy. Na podzim 1991 klub přišel o Beránka a Ručinského, kteří nedbali platných smluv a nevrátili se s reprezentací z Kanadského poháru, aby mohli hrát NHL. Do kádru se tedy začleňovali další mladíci, mezi nimiž vynikl zejména budoucí olympijský vítěz útočník Jan Čaloun. V posledních dvou federálních sezónách sice mužstvo vždy po konci play off o jednu příčku kleslo, ale v roce 1993 Litvínov poprvé vyhrál alespoň základní část soutěže. V posledním ročníku československé ligy si korunu krále střelců odnesl Čaloun za 44 branek a celý ročník v Litvínově odehrál kanadský útočník Lloyd Pelletier.

### Působení v české soutěži
Mezi roky 1992 a 1998 získali litvínovští dorostenci dalších 5 celorepublikových titulů. V české extralize se do kádru zařadil útočník Tomáš Vlasák a tým opět pravidelně postupoval do play off. Na počátku sezóny v roce 1994 se v době stávky v NHL v litvínovském dresu na jistou dobu objevili i Lang, Ručinský, Šlégr a Svoboda. Finále play off se ale do města vrátilo až v sezóně následující. Ani v roce 1996 však Litvínov na celkový primát v lize nedosáhl, protože nezastavil v té době kralující Vsetín. Na post brankářské jedničky se po čtyřech sezónách propracoval Petr Franěk a v obraně se na dva roky zabydleli obránci Normunds Sējējs z Lotyšska a Sergej Butko z Ruska. Josef Beránek st. byl vyhlášen nejlepším ligovým trenérem a Vladimír Jeřábek, který byl u všech litvínovských druhých míst v historii klubu, veteránem ligy. Další tři sezóny byly ve znamení ústupu z pozic, když se tým dvakrát nedokázal probojovat do play off. Probíhala obměna kádru, ale doplňování schopnými mladíky začínalo váznout, ačkoli starší žáci získali v letech 1995 a 2000 celorepublikové tituly.
V roce 2000 se Litvínov ještě jednou protlačil v play off mezi nejlepší čtyři mužstva, na čemž měli výraznou zásluhu navrátilci v útoku Reichel, Jan Alinč a Rosol. O rok později šel tým po základní části do play off dokonce ze 4. pozice a jeho dres oblékal nejproduktivnější obránce ligy Karel Pilař. Stejně jako v předchozím roce přemohla Litvínov v play off Sparta, ale tentokrát se to stalo již ve čtvrtfinále. Do následující sezóny vstupoval tým i přes návrat Klímy značně oslabený a až v posledním kole na ledě Kladna začátkem března 2002 Litvínov výhrou odmítl nutnost hrát baráž o setrvání v extralize. V mezisezónní přestávce ovšem potom Litvínov vyhrál hokejový pohár (Tipsport cup). Na play off se zde nicméně čekalo až do sezóny začínající na podzim 2004, v níž probíhala tentokrát celoroční výluka NHL, která do domovského dresu poslala útočníky Ručinského s Reichelem a obránce Šlégra se Škoulou. Dokonalou senzací však byl v půlce sezóny návrat Čalouna, který ve 24 utkáních vstřelil 28 branek. Kvůli zraněním různých hráčů ale Litvínov postoupil do play off jenom díky lepším vzájemným zápasům s Plzní a posléze vypadl ve čtvrtfinále s obhájcem titulu ze Zlína. Jiří Šlégr se po mistrovství světa ve Vídni 2005 zařadil jako jeden z prvních Čechů mezi velmi pomalu se rozrůstající celosvětový klub hráčů, kteří získali zlato na MS, ZOH a jsou i držiteli Stanley cupu (viz Zlatá trojkoruna).
V klubu působí maskot Vervák(Gepard). V sezóně 2014/2015 dokázala Verva získat titul mistra, když ve finále v sedmém zápase porazila HC Oceláři Třinec 2:0 na jeho ledě.

### Mistři světa, olympijští vítězové, držitelé Stanley cupu
- Jiří Bubla (MS 1972, 1976, 1977)
- Josef Beránek ml. (ZOH 1998)
- Jan Čaloun (ZOH 1998, MS 1999)
- Petr Franěk (MS 1996)
- Ivan Hlinka (MS 1972, 1976, 1977, 1999 - trenér, ZOH 1998 - trenér)
- Arnold Kadlec (MS 1985)
- Lukáš Kašpar (MS 2010)
- Petr Klíma (SC 1990)
- Robert Kysela (MS 1996)
- Robert Lang (ZOH 1998, MS 1996)
- Karel Pilař (MS 2001)
- Robert Reichel (ZOH 1998, MS 1996, 2000, 2001)
- Petr Rosol (MS 1985)
- Martin Ručinský (ZOH 1998, MS 1999, 2001, 2005)
- Vladimír Růžička (ZOH 1998, MS 1985, 2005 - trenér, 2010 - trenér)
- Petr Svoboda (ZOH 1998, SC 1986)
- Martin Škoula (SC 2001)
- Jiří Šlégr (ZOH 1998, MS 2005, SC 2002)
- Eduard Uvíra (MS 1985)
- Pavel Francouz (SC 2022)

### Další významní hráči klubu
- Jan Alinč
- Jan Benda
- Josef Beránek ml.
- Vladimír Jeřábek
- Kamil Kašťák
- Vojtěch Kubinčák
- Vlastimil Kroupa
- Zdeněk Orct
- František Procházka
- Ivo Prorok
- Michal Trávníček
- Jaroslav Walter
- Miroslav Kluc

## Historické názvy
Zdroj: 
- 1945 – SK SZ Horní Litvínov (Sportovní klub Stalinovy závody Horní Litvínov)
- 1954 – Jiskra SZ Litvínov (Jiskra Stalinovy závody Litvínov)
- 1962 – TJ CHZ ČSSP Litvínov (Tělovýchovná jednota Chemické závody Československo-Sovětského přátelství Litvínov)
- 1990 – HC CHZ Litvínov (Hockey Club Chemické závody Litvínov)
- 1991 – HC Chemopetrol Litvínov (Hockey Club Chemopetrol Litvínov)
- 1994 – HC Litvínov, s.r.o. (Hockey Club Litvínov, společnost s ručením omezeným)
- 1996 – HC Chemopetrol, a.s. (Hockey Club Chemopetrol, akciová společnost)
- 2007 – HC Litvínov (Hockey Club Litvínov)
- 2009 – HC BENZINA Litvínov (Hockey Club BENZINA Litvínov)
- 2011 – HC Verva Litvínov (Hockey Club Verva Litvínov)

## Projekty
- BREJK – časopis ke každému zápasu
- Konto Našeho Srdce – charitativní podpora v různých oblastech

## Rekordy klubu

### Rekordy samotného klubu
- Nejdelší série výher – 11 (2023/24)
- Nejdelší série proher – 10 (2017/18)
- Nejdelší série bez výhry – 14 (1961/1962)
- Nejdelší série bez prohry – 12 (1982/1983)
- Nejvyšší průměrná návštěva – 7 070 diváků na utkání (1977/1978)
- Nejvyšší návštěva na jedno domácí utkání – 32 009 diváků na Open Air v Drážďanech (2019/2020)
- Nejvyšší počet bodů po základní části – 105 (2014/2015)
- Nejlepší umístění po základní části – 2. místo (2014/2015)

### Rekordy jednotlivců v klubu
- Nejvíce zápasů v historii - 1076 Michal Trávníček
- Nejvíce gólů v historii – 346 Ivan Hlinka, 255 Viktor Hübl 248, Josef Ulrych
- Nejvíce bodů v jedné sezóně – 82 Robert Reichel (1989/1990)
- Nejvíce gólů v jedné sezóně – 48 Robert Reichel (1989/1990)
- Nejvíce nahrávek v jedné sezóně – 43 Ivan Hlinka (1974/1975) a Vladimír Jeřábek (1995/1996)
- Nejvícekrát nejlepší střelec klubu – 9x Ivan Hlinka (1971 až 1978, 1981)
- Nejvíce gólů z pozice obránce v jedné sezóně – 21 Jiří Bubla

### Ocenění jednotlivců
- Vítěz kanadského bodování československé ligy – Ivan Hlinka (1974/1975), Vladimír Růžička (1983/1984 a 1985/1986), Robert Reichel (1989/1990), Viktor Hübl (2014/2015)
- Nejlepší střelec ligy – Vladimír Růžička (1983/1984, 1984/1985, 1985/1986, Robert Reichel (1989/1990), Jan Čaloun (1992/1993)
- Nejproduktivnější obránce nejvyšší soutěže – Karel Pilař (2000/2001)
- Zlatá hokejka – Ivan Hlinka (1978), Vladimír Růžička (1986)
- Členové Klubu hokejových střelců deníku Sport – Ivan Hlinka, Vladimír Růžička, Petr Rosol, Robert Kysela, Robert Reichel
- Triple Gold Club - Jiří Šlégr - vítěz zimních olympijských her (Nagano '98), vítěz mistrovství světa (Vídeň a Innsbruck '05) a vítěz NHL (s týmem Detroit Red Wings '02)
- Nejlepší brankář Extraligy - Pavel Francouz (2012/2013, 2014/15)

## Statistiky

### Přehled ligové účasti
Stručný přehled
Zdroj: 
- 1954–1955: Přebor Ústeckého kraje – sk. B (3. ligová úroveň v Československu)
- 1955–1956: Oblastní soutěž – sk. E (3. ligová úroveň v Československu)
- 1956–1957: 2. liga – sk. B (2. ligová úroveň v Československu)
- 1957–1959: 2. liga – sk. A (2. ligová úroveň v Československu)
- 1959–1993: 1. liga (1. ligová úroveň v Československu)
- 1993– : Extraliga (1. ligová úroveň v České republice)

Jednotlivé ročníky
Zdroj: 
Legenda: červené podbarvení - sestup, zelené podbarvení - postup, fialové podbarvení - reorganizace, změna skupiny či soutěže
| Československo (1954 – 1993) |                                |        |    |     |                                                              |          |              |
| Ročník                       | Soutěž                         | Úroveň | PK | ZČ  | Play-off                                                     | Cel. um. | Pozn.        |
| 1954/1955                    | Přebor Ústeckého kraje – sk. B | 3.     | ?  | 1.  | Titul přeborníka Ústeckého kraje nad TJ Secheza Lovosice     | 1.       | Reorganizace |
| 1955/1956                    | Oblastní soutěž – sk. E        | 3.     | 4  | 1.  |                                                              | 1.       | Postup       |
| 1956/1957                    | 2. liga – sk. B                | 2.     | 6  | 4.  |                                                              | 4.       |              |
| 1957/1958                    | 2. liga – sk. A                | 2.     | 9  | 4.  |                                                              | 4.       |              |
| 1958/1959                    | 2. liga – sk. A                | 2.     | 12 | 1.  |                                                              | 1.       | Postup       |
| 1959/1960                    | 1. liga                        | 1.     | 12 | 8.  |                                                              | 8.       |              |
| 1960/1961                    | 1. liga                        | 1.     | 12 | 8.  |                                                              | 9.       |              |
| 1961/1962                    | 1. liga                        | 1.     | 12 | 11. |                                                              | 11.      |              |
| 1962/1963                    | 1. liga                        | 1.     | 12 | 8.  |                                                              | 7.       |              |
| 1963/1964                    | 1. liga                        | 1.     | 12 | 9.  |                                                              | 8.       |              |
| 1964/1965                    | 1. liga                        | 1.     | 12 | 9.  |                                                              | 8.       |              |
| 1965/1966                    | 1. liga                        | 1.     | 10 | 9.  |                                                              | 9.       |              |
| 1966/1967                    | 1. liga                        | 1.     | 10 | 9.  |                                                              | 9.       |              |
| 1967/1968                    | 1. liga                        | 1.     | 10 | 7.  |                                                              | 7.       |              |
| 1968/1969                    | 1. liga                        | 1.     | 10 | 8.  |                                                              | 8.       |              |
| 1969/1970                    | 1. liga                        | 1.     | 10 | 9.  |                                                              | 9.       |              |
| 1970/1971                    | 1. liga                        | 1.     | 10 | 8.  |                                                              | 8.       |              |
| 1971/1972                    | 1. liga                        | 1.     | 10 | 9.  |                                                              | 9.       |              |
| 1972/1973                    | 1. liga                        | 1.     | 10 | 7.  |                                                              | 7.       |              |
| 1973/1974                    | 1. liga                        | 1.     | 12 | 8.  |                                                              | 8.       |              |
| 1974/1975                    | 1. liga                        | 1.     | 12 | 4.  |                                                              | 4.       |              |
| 1975/1976                    | 1. liga                        | 1.     | 12 | 11. |                                                              | 11.      |              |
| 1976/1977                    | 1. liga                        | 1.     | 12 | 9.  |                                                              | 9.       |              |
| 1977/1978                    | 1. liga                        | 1.     | 12 | 2.  |                                                              | 2.       |              |
| 1978/1979                    | 1. liga                        | 1.     | 12 | 5.  |                                                              | 5.       |              |
| 1979/1980                    | 1. liga                        | 1.     | 12 | 11. |                                                              | 11.      |              |
| 1980/1981                    | 1. liga                        | 1.     | 12 | 5.  |                                                              | 5.       |              |
| 1981/1982                    | 1. liga                        | 1.     | 12 | 3.  |                                                              | 3.       |              |
| 1982/1983                    | 1. liga                        | 1.     | 12 | 6.  |                                                              | 6.       |              |
| 1983/1984                    | 1. liga                        | 1.     | 12 | 2.  |                                                              | 2.       |              |
| 1984/1985                    | 1. liga                        | 1.     | 12 | 7.  |                                                              | 7.       |              |
| 1985/1986                    | 1. liga                        | 1.     | 12 | 2.  | Semifinále (prohra 2:3 na zápasy s ASD Dukla Jihlava)        | 4.       |              |
| 1986/1987                    | 1. liga                        | 1.     | 12 | 9.  |                                                              | 9.       |              |
| 1987/1988                    | 1. liga                        | 1.     | 12 | 5.  | Čtvrtfinále (prohra 0:3 na zápasy s ASD Dukla Jihlava)       | 6.       |              |
| 1988/1989                    | 1. liga                        | 1.     | 12 | 8.  | Čtvrtfinále (prohra 0:3 na zápasy s TJ Tesla Pardubice)      | 8.       |              |
| 1989/1990                    | 1. liga                        | 1.     | 12 | 8.  | Semifinále (prohra 0:3 na zápasy s HK Dukla Trenčín)         | 3.       |              |
| 1990/1991                    | 1. liga                        | 1.     | 12 | 3.  | Finále (prohra 1:3 na zápasy s ASD Dukla Jihlava)            | 2.       |              |
| 1991/1992                    | 1. liga – sk. Západ            | 1.     | 7  | 2.  | Semifinále (prohra 1:3 na zápasy s HK Dukla Trenčín)         | 3.       |              |
| 1992/1993                    | 1. liga                        | 1.     | 14 | 1.  | Semifinále (prohra 2:3 na zápasy s HC Vítkovice)             | 4.       |              |
| Česko (1993 – )              |                                |        |    |     |                                                              |          |              |
| Ročník                       | Soutěž                         | Úroveň | PK | ZČ  | Play-off                                                     | Cel. um. | Pozn.        |
| 1993/1994                    | Extraliga                      | 1.     | 12 | 8.  | Čtvrtfinále (prohra 1:3 na zápasy s HC Kladno)               | 8.       |              |
| 1994/1995                    | Extraliga                      | 1.     | 12 | 8.  | Čtvrtfinále (prohra 1:3 na zápasy s HC Dadák Vsetín)         | 8.       |              |
| 1995/1996                    | Extraliga                      | 1.     | 14 | 4.  | Finále (prohra 1:4 na zápasy s HC Petra Vsetín)              | 2.       |              |
| 1996/1997                    | Extraliga                      | 1.     | 14 | 9.  | Ne                                                           | 9.       |              |
| 1997/1998                    | Extraliga                      | 1.     | 14 | 7.  | Čtvrtfinále (prohra 1:3 na zápasy s HC Vítkovice)            | 7.       |              |
| 1998/1999                    | Extraliga                      | 1.     | 14 | 9.  | Ne                                                           | 9.       |              |
| 1999/2000                    | Extraliga                      | 1.     | 14 | 7.  | Semifinále (prohra 0:3 na zápasy s HC Sparta Praha)          | 4.       |              |
| 2000/2001                    | Extraliga                      | 1.     | 14 | 4.  | Čtvrtfinále (prohra 2:4 na zápasy s HC Sparta Praha)         | 7.       |              |
| 2001/2002                    | Extraliga                      | 1.     | 14 | 13. | Ne                                                           | 13.      |              |
| 2002/2003                    | Extraliga                      | 1.     | 14 | 11. | Ne                                                           | 11.      |              |
| 2003/2004                    | Extraliga                      | 1.     | 14 | 10. | Ne                                                           | 10.      |              |
| 2004/2005                    | Extraliga                      | 1.     | 14 | 8.  | Čtvrtfinále (prohra 2:4 na zápasy s HC Hamé Zlín)            | 8.       |              |
| 2005/2006                    | Extraliga                      | 1.     | 14 | 12. | Ne                                                           | 12.      |              |
| 2006/2007                    | Extraliga                      | 1.     | 14 | 12. | Ne                                                           | 12.      |              |
| 2007/2008                    | Extraliga                      | 1.     | 14 | 5.  | Čtvrtfinále (prohra 1:4 na zápasy s HC Energie Karlovy Vary) | 5.       |              |
| 2008/2009                    | Extraliga                      | 1.     | 14 | 3.  | Čtvrtfinále (prohra 0:4 na zápasy s HC Energie Karlovy Vary) | 6.       |              |
| 2009/2010                    | Extraliga                      | 1.     | 14 | 10. | Předkolo (prohra 2:3 na zápasy s HC Slavia Praha)            | 10.      |              |
| 2010/2011                    | Extraliga                      | 1.     | 14 | 8.  | Čtvrtfinále (prohra 2:4 na zápasy s HC Oceláři Třinec)       | 8.       |              |
| 2011/2012                    | Extraliga                      | 1.     | 14 | 13. | Ne                                                           | 13.      | sk. o udr.   |
| 2012/2013                    | Extraliga                      | 1.     | 14 | 6.  | Čtvrtfinále (prohra 3:4 na zápasy s HC Škoda Plzeň)          | 6.       |              |
| 2013/2014                    | Extraliga                      | 1.     | 14 | 11. | Ne                                                           | 11.      | sk. o udr.   |
| 2014/2015                    | Extraliga                      | 1.     | 14 | 2.  | Finále (výhra 4:3 na zápasy nad HC Oceláři Třinec)           | 1.       |              |
| 2015/2016                    | Extraliga                      | 1.     | 14 | 13. | Ne                                                           | 13.      | Baráž        |
| 2016/2017                    | Extraliga                      | 1.     | 14 | 5.  | Čtvrtfinále (prohra 1:4 na zápasy s Mountfield HK)           | 7.       |              |
| 2017/2018                    | Extraliga                      | 1.     | 14 | 14. | Ne                                                           | 14.      | Baráž        |
| 2018/2019                    | Extraliga                      | 1.     | 14 | 11. | Ne                                                           | 11.      | sk. o udr.   |
| 2019/2020                    | Extraliga                      | 1.     | 14 | 12. | Ne                                                           | 12.      |              |
| 2020/2021                    | Extraliga                      | 1.     | 14 | 11. | Předkolo (prohra 0:3 na zápasy s Mountfield HK)              | 12.      |              |
| 2021/2022                    | Extraliga                      | 1.     | 15 | 13. | Ne                                                           | 13.      |              |
| 2022/2023                    | Extraliga                      | 1.     | 14 | 11. | Předkolo (prohra 0:3 na zápasy s HC Oceláři Třinec)          | 11.      |              |
| 2023/2024                    | Extraliga                      | 1.     | 14 | 5.  | Semifinále (prohra 0:4 na zápasy s HC Dynamo Pardubice)      | 4.       |              |
| 2024/2025                    | Extraliga                      | 1.     | 14 | 7.  | Předkolo (prohra 1:3 na zápasy s HC Oceláři Třinec)          | 9.       |              |
| 2025/2026                    | Extraliga                      | 1.     | 14 |     |                                                              |          |              |

### Přehled kapitánů a trenérů v jednotlivých sezónách
| Sezóna    | Soutěž    | Kapitán                                     | Trenéři | Soupiska                                        |
| --------- | --------- | ------------------------------------------- | --- | ----------------------------------------------- |
| 1969/1970 | 1.Liga    |                                             | Miroslav Kluc, Josef Hlinka                                                                                          |                                                 |
| 1970/1971 | 1.Liga    |                                             | Karel Mach |                                                 |
| 1971/1972 | 1.Liga    |                                             | Karel Mach |                                                 |
| 1972/1973 | 1.Liga    | Ivan Hlinka                                 | Karel Mach |                                                 |
| 1973/1974 | 1.Liga    | Ivan Hlinka                                 | Karel Mach, Vladimír Kýhos                                                                                           |                                                 |
| 1974/1975 | 1.Liga    | Ivan Hlinka                                 | Josef Koller |                                                 |
| 1975/1976 | 1.Liga    | Ivan Hlinka                                 | Josef Koller |                                                 |
| 1976/1977 | 1.Liga    | Ivan Hlinka                                 | František Voříšek, Josef Hlinka, Josef Beránek                                                                       |                                                 |
| 1977/1978 | 1.Liga    | Ivan Hlinka                                 | František Voříšek, Josef Hlinka, Josef Beránek                                                                       |                                                 |
| 1978/1979 | 1.Liga    | Ivan Hlinka                                 | Josef Hlinka, František Dům, Josef Beránek                                                                           |                                                 |
| 1979/1980 | 1.Liga    | Ivan Hlinka                                 | František Dům, Josef Beránek                                                                                         |                                                 |
| 1980/1981 | 1.Liga    | Josef Ulrych                                | František Dům, Karel Franěk                                                                                          |                                                 |
| 1981/1982 | 1.Liga    | Josef Ulrych                                | František Dům, Josef Ulrych                                                                                          |                                                 |
| 1982/1983 | 1.Liga    | Jindřich Kokrment                           | Vladimír Kýhos, Josef Beránek                                                                                        |                                                 |
| 1983/1984 | 1.Liga    | Jindřich Kokrment                           | František Pospíšil, Vladimír Kýhos                                                                                   |                                                 |
| 1984/1985 | 1.Liga    | Jindřich Kokrment                           | František Pospíšil, Vladimír Kýhos                                                                                   |                                                 |
| 1985/1986 | 1.Liga    | Vladimír Kýhos                              | František Dům, Ivan Hlinka                                                                                           |                                                 |
| 1986/1987 | 1.Liga    | Vladimír Růžička                            | František Dům, Ivan Hlinka                                                                                           |                                                 |
| 1987/1988 | 1.Liga    | Jaroslav Hübl                               | Ivan Hlinka, Josef Ulrych                                                                                            |                                                 |
| 1988/1989 | 1.Liga    | Jaroslav Hübl                               | Ivan Hlinka, Josef Ulrych                                                                                            |                                                 |
| 1989/1990 | 1.Liga    | Jaroslav Hübl                               | František Dům, Josef Ulrych                                                                                          |                                                 |
| 1990/1991 | 1.Liga    | Jaroslav Hübl                               | Ivan Hlinka, Josef Beránek                                                                                           |                                                 |
| 1991/1992 | 1.Liga    | Jaroslav Hübl                               | Ivan Hlinka, Josef Beránek                                                                                           |                                                 |
| 1992/1993 | 1.Liga    | Jaroslav Hübl                               | Ivan Hlinka, Josef Beránek, Ondřej Weissmann                                                                         |                                                 |
| 1993/1994 | Extraliga | Kamil Prachař                               | Ivan Hlinka, Josef Beránek, Ondřej Weissmann                                                                         |                                                 |
| 1994/1995 | Extraliga | Kamil Prachař                               | František Vorlíček, Ondřej Weissmann - Vladimír Kýhos, Jaroslav Hübl                                                 |                                                 |
| 1995/1996 | Extraliga | Kamil Prachař                               | Josef Beránek, Vladimír Kýhos                                                                                        |                                                 |
| 1996/1997 | Extraliga | František Procházka                         | Josef Beránek, Vladimír Kýhos, Miroslav Kapoun                                                                       |                                                 |
| 1997/1998 | Extraliga | František Procházka                         | Ondřej Weissmann, Vladimír Jeřábek - Ivan Hlinka                                                                     |                                                 |
| 1998/1999 | Extraliga | Robert Kysela                               | Ondřej Weissmann, Vladimír Jeřábek - Václav Sýkora, Vladimír Jeřábek                                                 |                                                 |
| 1999/2000 | Extraliga | Robert Reichel                              | Václav Sýkora, Vladimír Jeřábek                                                                                      |                                                 |
| 2000/2001 | Extraliga | Robert Reichel                              | Václav Sýkora, Otakar Vejvoda                                                                                        |                                                 |
| 2001/2002 | Extraliga | Petr Klíma                                  | Vladimír Kýhos, Viktor Lukeš - Josef Beránek, Jan Vopat ml.                                                          |                                                 |
| 2002/2003 | Extraliga | Petr Klíma                                  | František Výborný, Jaroslav Hübl                                                                                     | Zde Archivováno 5. 9. 2017 na Wayback Machine.  |
| 2003/2004 | Extraliga | Richard Žemlička                            | František Výborný, Jaroslav Hübl, Pavel Hynek                                                                        | Zde Archivováno 5. 9. 2017 na Wayback Machine.  |
| 2004/2005 | Extraliga | Robert Reichel                              | Josef Beránek, Vladimír Jeřábek - Vladimír Jeřábek, Petr Rosol                                                       | Zde Archivováno 5. 9. 2017 na Wayback Machine.  |
| 2005/2006 | Extraliga | Robert Reichel                              | Václav Sýkora, Petr Fiala                                                                                            | Zde Archivováno 5. 9. 2017 na Wayback Machine.  |
| 2006/2007 | Extraliga | Robert Reichel                              | Václav Sýkora, Petr Fiala - Jaroslav Hübl, Petr Rosol                                                                | Zde Archivováno 5. 9. 2017 na Wayback Machine.  |
| 2007/2008 | Extraliga | Robert Reichel                              | Jaroslav Hübl, Petr Rosol                                                                                            | Zde Archivováno 5. 9. 2017 na Wayback Machine.  |
| 2008/2009 | Extraliga | Robert Reichel                              | Jaroslav Hübl, Petr Rosol                                                                                            | Zde Archivováno 5. 9. 2017 na Wayback Machine.  |
| 2009/2010 | Extraliga | Robert Reichel                              | Jaroslav Hübl, Jiří Kučera - Jiří Kučera, Jiří Šlégr                                                                 | Zde Archivováno 5. 9. 2017 na Wayback Machine.  |
| 2010/2011 | Extraliga | Roman Vopat                                 | Robert Reichel, Jiří Kučera - Vladimír Kýhos, Jiří Kučera                                                            | Zde Archivováno 5. 9. 2017 na Wayback Machine.  |
| 2011/2012 | Extraliga | Martin Ručinský                             | Vladimír Kýhos, Jiří Kučera - Jiří Kučera, Viktor Lukeš, Jiří Šlégr - Vladimír Jeřábek, Viktor Lukeš, Jiří Šlégr     | Zde Archivováno 5. 9. 2017 na Wayback Machine.  |
| 2012/2013 | Extraliga | Michal Trávníček                            | Vladimír Jeřábek, Petr Rosol                                                                                         | Zde Archivováno 5. 9. 2017 na Wayback Machine.  |
| 2013/2014 | Extraliga | Michal Trávníček                            | Vladimír Jeřábek, Petr Rosol - Radim Rulík, Miloslav Hořava                                                          | Zde Archivováno 5. 9. 2017 na Wayback Machine.  |
| 2014/2015 | Extraliga | Michal Trávníček                            | Radim Rulík, Miloslav Hořava                                                                                         | Zde Archivováno 5. 9. 2017 na Wayback Machine.  |
| 2015/2016 | Extraliga | Michal Trávníček                            | Radim Rulík, Ondřej Weissmann, Jiří Šlégr                                                                            | Zde Archivováno 5. 9. 2017 na Wayback Machine.  |
| 2016/2017 | Extraliga | Michal Trávníček                            | Radim Rulík, Darek Stránský, Zdeněk Orct                                                                             | Zde Archivováno 5. 9. 2017 na Wayback Machine.  |
| 2017/2018 | Extraliga | Michal Trávníček                            | Radim Rulík, Darek Stránský, Zdeněk Orct                                                                             | Zde Archivováno 5. 9. 2017 na Wayback Machine.  |
| 2018/2019 | Extraliga | Michal Trávníček                            | Milan Razým, Radim Skuhrovec, Zdeněk Orct - Jiří Šlégr, Radim Skuhrovec, Zdeněk Orct                                 | Zde Archivováno 4. 5. 2018 na Wayback Machine.  |
| 2019/2020 | Extraliga | Michal Trávníček, Lukáš Kašpar, Viktor Hübl | Jiří Šlégr, Radim Skuhrovec, Jindřich Kotrla - Vladimír Kýhos, Radim Skuhrovec, Jindřich Kotrla                      | Zde Archivováno 11. 6. 2020 na Wayback Machine. |
| 2020/2021 | Extraliga | Viktor Hübl                                 | Vladimír Országh, Václav Sýkora, Zdeněk Orct                                                                         | Zde Archivováno 15. 5. 2021 na Wayback Machine. |
| 2021/2022 | Extraliga | Viktor Hübl                                 | Vladimír Országh, Václav Sýkora, Martin Tvrzník, Zdeněk Orct - Vladimír Růžička, Václav Sýkora, Zdeněk Orct          | Zde Archivováno 3. 5. 2021 na Wayback Machine.  |
| 2022/2023 | Extraliga | Petr Straka později Matúš Sukeľ             | Vladimír Růžička, Daniel Branda, Karel Mlejnek, Zdeněk Orct - Karel Mlejnek, Robert Reichel, David Kočí, Zdeněk Orct | Zde Archivováno 15. 6. 2022 na Wayback Machine. |
| 2023/2024 | Extraliga | Matúš Sukeľ                                 | Karel Mlejnek, Robert Reichel, David Kočí, Zdeněk Orct                                                               | Zde                                             |
| 2024/2025 | Extraliga | Matúš Sukeľ                                 | Karel Mlejnek, Robert Reichel, David Kočí, Zdeněk Orct                                                               | Zde                                             |
| 2025/2026 | Extraliga |                                             | | Zde                                             |

### Celkový přehled výsledků v nejvyšší soutěži
- Stav po sezoně 2014/15.

| Soutěž                       | Sezon | Fáze sezony   | Zápasy | Výhry | Vp | Remízy | Pp | Prohry | VB   | OB   | Bilance |
| ---------------------------- | ----- | ------------- | ------ | ----- | -- | ------ | -- | ------ | ---- | ---- | ------- |
| Československá hokejová liga | 34    | Základní část | 1362   | 539   | 9  | 154    | 8  | 586    | 4858 | 5330 | -472    |
| Československá hokejová liga | 34    | O udržení     | 12     | 6     | 0  | 1      | 0  | 5      | 57   | 56   | +1      |
| Československá hokejová liga | 34    | Play-off      |        | 5     | 6  | 0      | 7  | 32     | 266  | 312  | -46     |
| Československá hokejová liga | 34    | Celkem        | 1374   | 566   | 15 | 155    | 15 | 623    | 5181 | 5698 | -517    |
| Extraliga ledního hokeje     | 22    | Základní část | 1244   | 402   | 62 | 101    | 63 | 436    | 3178 | 3242 | -64     |
| Extraliga ledního hokeje     | 22    | O udržení     | 18     | 11    | 2  | 0      | 0  | 5      | 54   | 44   | +10     |
| Extraliga ledního hokeje     | 22    | Play-off      | 78     | 34    | 8  | 0      | 9  | 44     | 230  | 276  | -46     |
| Extraliga ledního hokeje     | 22    | Celkem        | 1340   | 447   | 72 | 101    | 72 | 485    | 3462 | 3562 | -100    |
| Celkem                       | 56    | Základní část | 2606   | 941   | 71 | 255    | 71 | 1022   | 8036 | 8572 | -536    |
| Celkem                       | 56    | O udržení     | 30     | 17    | 2  | 1      | 0  | 10     | 111  | 100  | +11     |
| Celkem                       | 56    | Play-off      | 144    | 39    | 14 | 0      | 16 | 76     | 496  | 588  | -92     |
| Celkem                       | 56    | Celkem        | 2534   | 997   | 87 | 256    | 87 | 1108   | 8643 | 9260 | -617    |

#### Bilance s jednotlivými soupeři v nejvyšší soutěži
- Stav po sezoně 2014/15 (do soupeře HC Sparta Praha)

| Soupeř            | Zápasy | Výhry | Vp | Remízy | Pp | Prohry | VB  | OB  | Bilance | První zápas | Poslední zápas |
| ----------------- | ------ | ----- | -- | ------ | -- | ------ | --- | --- | ------- | ----------- | -------------- |
| Pardubice         | 213    | 95    | 9  | 19     | 9  | 102    | 780 | 889 | -109    | 1959-11-18  | 2015-03-20     |
| Plzeň             | 220    | 100   | 8  | 24     | 7  | 81     | 804 | 747 | +57     | 1959-11-22  | 2015-01-25     |
| Sparta Praha      | 219    | 70    | 10 | 28     | 7  | 104    | 664 | 833 | -169    | 1959-10-24  | 2014-02-06     |
| Kladno            | 198    | 78    | 6  | 24     | 1  | 89     | 651 | 714 | -63     | 1959-10-17  | 2014-03-18     |
| Zlín              | 193    | 82    | 6  | 17     | 9  | 78     | 639 | 632 | +7      | 1960-11-09  | 2014-01-19     |
| Vítkovice         | 185    | 68    | 4  | 20     | 12 | 81     | 628 | 669 | -41     | 1959-11-04  | 2014-03-04     |
| České Budějovice  | 174    | 76    | 1  | 26     | 3  | 68     | 584 | 569 | +15     | 1960-11-02  | 2013-01-18     |
| Jihlava           | 166    | 49    | 2  | 15     | 4  | 96     | 495 | 728 | -233    | 1959-10-28  | 2005-01-25     |
| Kometa Brno       | 153    | 63    | 8  | 9      | 2  | 71     | 508 | 591 | -83     | 1959-10-21  | 2020-01-26     |
| Košice            | 109    | 43    | 1  | 9      | 1  | 55     | 425 | 478 | -53     | 1964-11-03  | 1992-10-27     |
| Slovan Bratislava | 106    | 39    | 2  | 11     | 1  | 53     | 404 | 494 | -90     | 1959-11-01  | 1993-01-17     |
| Slavia Praha      | 89     | 35    | 4  | 6      | 6  | 38     | 245 | 260 | -15     | 1994-10-14  | 2014-03-07     |
| Karlovy Vary      | 83     | 30    | 4  | 3      | 7  | 39     | 214 | 238 | -24     | 1997-09-12  | 2014-03-21     |
| Třinec            | 80     | 31    | 4  | 8      | 5  | 32     | 248 | 260 | -12     | 1995-09-15  | 2014-02-04     |
| Trenčín           | 77     | 29    | 2  | 8      | 4  | 34     | 304 | 297 | +7      | 1977-10-07  | 1993-03-26     |
| Vsetín            | 61     | 23    | 0  | 8      | 1  | 29     | 160 | 181 | -21     | 1994-10-18  | 2007-02-02     |
| Liberec           | 48     | 16    | 6  | 2      | 3  | 21     | 131 | 137 | -6      | 2002-09-14  | 2014-01-26     |
| Znojmo            | 40     | 12    | 4  | 6      | 1  | 17     | 103 | 103 | +0      | 1999-10-01  | 2009-02-13     |
| Chomutov          | 34     | 19    | 2  | 3      | 1  | 9      | 131 | 105 | +26     | 1959-11-25  | 2014-03-23     |
| Olomouc           | 24     | 15    | 1  | 1      | 0  | 7      | 99  | 63  | +36     | 1990-10-09  | 1997-02-16     |
| Mladá Boleslav    | 20     | 8     | 5  | 0      | 4  | 3      | 62  | 51  | +11     | 2008-09-21  | 2012-04-06     |
| Havířov           | 16     | 10    | 1  | 0      | 0  | 5      | 54  | 40  | +14     | 1999-09-24  | 2003-02-21     |
| Opava             | 14     | 12    | 0  | 2      | 0  | 0      | 67  | 33  | +34     | 1959-11-08  | 1999-02-02     |
| Zbrojovka Brno    | 10     | 7     | 0  | 0      | 0  | 3      | 35  | 23  | +12     | 1959-10-14  | 1963-01-28     |
| Hradec Králové    | 8      | 3     | 1  | 1      | 1  | 2      | 26  | 21  | +5      | 1993-09-24  | 2014-02-02     |
| Litoměřice        | 8      | 4     | 0  | 2      | 0  | 2      | 39  | 30  | +9      | 1961-10-11  | 1964-03-04     |
| Brno Královo Pole | 4      | 2     | 0  | 1      | 0  | 1      | 13  | 11  | +2      | 1975-09-23  | 1976-03-19     |
| I. ČLTK Praha     | 4      | 2     | 0  | 2      | 0  | 0      | 19  | 12  | +7      | 1964-10-21  | 1965-02-17     |
| Jindřichův Hradec | 4      | 2     | 1  | 0      | 0  | 1      | 23  | 9   | +14     | 1993-09-28  | 1994-01-25     |
| Nitra             | 4      | 2     | 0  | 1      | 0  | 1      | 21  | 13  | +8      | 1990-10-02  | 1991-02-28     |
| Poprad            | 4      | 2     | 0  | 0      | 0  | 2      | 18  | 13  | +5      | 1991-10-08  | 1992-12-04     |
| Ústí nad Labem    | 4      | 2     | 0  | 0      | 2  | 0      | 9   | 8   | +1      | 2007-10-18  | 2008-02-21     |

       klub se účastní sezony 2014/15.

#### Statistické zajímavosti
| Zajímavost                                 | Počet  | Kolo | Den        | Domácí                  | Hosté                   | Skóre | Třetiny           |
| ------------------------------------------ | ------ | ---- | ---------- | ----------------------- | ----------------------- | ----- | ----------------- |
| Nejvíce branek v utkání                    | 20     | 7.   | 25.9.1990  | HC CHZ Litvínov         | Motor České Budějovice  | 13:7  | (5:2,4:2,4:3)     |
| Nejvíce vstřelených branek                 | 13     | 7.   | 25.9.1990  | HC CHZ Litvínov         | Motor České Budějovice  | 13:7  | (5:2,4:2,4:3)     |
| Nejvyšší vítězství                         | +10    | 7.   | 18.10.1977 | CHZ ČSSP Litvínov       | VSŽ Košice              | 10:0  | (3:0,4:0,3:0)     |
| Nejvíce obdržených branek Nejvyšší porážka | 15 -15 | 24.  | 18.1.1967  | Slovan CHZJD Bratislava | CHZ ČSSP Litvínov       | 15:0  | (5:0,5:0,5:0)     |
| Nejvíce obdržených branek Nejvyšší porážka | 15 -15 | 8.   | 25.10.1967 | Tesla Pardubice         | CHZ ČSSP Litvínov       | 15:0  | (7:0,4:0,4:0)     |
| Nejvyšší remíza                            | 7      | 1.   | 24.9.1991  | Poldi Kladno            | HC Chemopetrol Litvínov | 7:7p  | (4:1,0:1,3:5,0:0) |

## Nejlepší hráči podle sezon
| 1993/1994 |
| 1994/1995 |
| 1995/1996 |
| 1996/1997 |
| 1997/1998 |
| 1998/1999 |
| 1999/2000 |
| 2000/2001 |
| 2001/2002 |
| 2002/2003 |
| 2003/2004 |
| 2004/2005 |
| 2005/2006 |
| 2006/2007 |
| 2007/2008 |
| 2008/2009 |
| 2009/2010 |
| 2010/2011 |
| 2011/2012 |
| 2012/2013 |
| 2013/2014 |
| 2014/2015 |
| 2015/2016 |
| 2016/2017 |
| 2017/2018 |
| 2018/2019 |
| 2019/2020 |
| 2020/2021 |
| 2021/2022 |
| 2022/2023 |
| 2023/2024 |
| 2024/2025 |

| Jan Alinč                 | 26 |
| Robert Kysela             | 18 |
| Robert Kysela             | 28 |
| Tomáš Vlasák              | 25 |
| Ivo Prorok                | 23 |
| Robert Kysela             | 18 |
| Robert Reichel            | 25 |
| Robert Reichel            | 23 |
| Petr Klíma                | 24 |
| Petr Klíma                | 13 |
| Lukáš Havel               | 21 |
| Jan Čaloun                | 26 |
| Daniel Branda             | 13 |
| Robert Reichel            | 26 |
| Robert Reichel            | 23 |
| František Lukeš           | 21 |
| Viktor Hübl               | 26 |
| Peter Jánský              | 20 |
| Viktor Hübl               | 21 |
| František Lukeš           | 21 |
| Viktor Hübl               | 14 |
| Viktor Hübl               | 21 |
| Viktor Hübl               | 19 |
| Viktor Hübl               | 17 |
| Viktor Hübl               | 19 |
| Viktor Hübl a Lukáš Válek | 14 |
| Richard Jarůšek           | 22 |
| Richard Jarůšek           | 18 |
| Patrik Zdráhal            | 20 |
| Andrej Kudrna             | 21 |
| Petr Koblasa              | 24 |
| Matúš Sukeľ               | 18 |

| Ivo Prorok                         | 26 |
| Jan Alinč                          | 32 |
| Vladimír Jeřábek                   | 34 |
| Tomáš Vlasák                       | 33 |
| Petr Hrbek                         | 26 |
| Josef Straka                       | 17 |
| Robert Reichel                     | 32 |
| Robert Reichel                     | 33 |
| Martin Filip                       | 25 |
| Richard Žemlička                   | 20 |
| Lukáš Říha                         | 20 |
| Martin Ručinský                    | 26 |
| Robert Reichel                     | 26 |
| Robert Reichel                     | 21 |
| František Lukeš                    | 22 |
| Robert Reichel                     | 31 |
| Robert Reichel                     | 28 |
| František Lukeš                    | 31 |
| Viktor Hübl                        | 27 |
| Viktor Hübl                        | 36 |
| Viktor Hübl                        | 24 |
| Viktor Hübl                        | 37 |
| Robin Hanzl                        | 20 |
| František Lukeš                    | 24 |
| Viktor Hübl                        | 38 |
| František Lukeš a Jakub Petružálek | 21 |
| Jakub Petružálek                   | 23 |
| Viktor Hübl                        | 23 |
| Giorgio Estephan                   | 30 |
| Šimon Stránský                     | 31 |
| Ondřej Kaše                        | 31 |
| Ondřej Kaše a David Kaše           | 26 |

| Jan Čaloun                    | 44 |
| Jan Alinč                     | 48 |
| Robert Kysela                 | 54 |
| Tomáš Vlasák                  | 58 |
| Petr Hrbek                    | 47 |
| Ivo Prorok                    | 32 |
| Robert Reichel                | 57 |
| Robert Reichel                | 56 |
| Petr Klíma                    | 34 |
| Richard Žemlička              | 30 |
| Lukáš Havel                   | 38 |
| Martin Ručinský               | 41 |
| Robert Reichel                | 37 |
| Robert Reichel                | 47 |
| František Lukeš               | 39 |
| Robert Reichel                | 45 |
| František Lukeš               | 45 |
| Viktor Hübl a František Lukeš | 45 |
| Viktor Hübl                   | 48 |
| Viktor Hübl                   | 58 |
| Viktor Hübl                   | 38 |
| Viktor Hübl                   | 58 |
| Viktor Hübl                   | 32 |
| František Lukeš               | 40 |
| Viktor Hübl                   | 57 |
| František Lukeš               | 34 |
| Richard Jarůšek               | 38 |
| Viktor Hübl                   | 37 |
| Giorgio Estephan              | 48 |
| Šimon Stránský                | 40 |
| Ondřej Kaše                   | 54 |
| Ondřej Kaše                   | 41 |

| Ivo Prorok          | 77  |
| Jiří Šlégr          | 60  |
| Jan Alinč           | 88  |
| Martin Rousek       | 48  |
| František Procházka | 56  |
| Robert Kysela       | 89  |
| Petr Krátký         | 91  |
| Angel Nikolov       | 85  |
| Vlastimil Kroupa    | 98  |
| Jan Hranáč          | 112 |
| Lukáš Havel         | 128 |
| Jiří Šlégr          | 135 |
| Michal Trávníček    | 76  |
| Jiří Šlégr          | 134 |
| Jiří Šlégr          | 121 |
| Jiří Šlégr          | 98  |
| Roman Vopat         | 177 |
| Peter Jánský        | 91  |
| Martin Ručinský     | 94  |
| Karel Kubát         | 113 |
| Michal Trávníček    | 111 |
| Michal Trávníček    | 80  |
| Michal Trávníček    | 123 |
| Michal Trávníček    | 56  |
| Karel Kubát         | 78  |
| Michal Trávníček    | 79  |
| Richard Jarůšek     | 51  |
| Aaron Irving        | 62  |
| Marek Hrbas         | 49  |
| Ralfs Freibergs     | 53  |
| Radim Šalda         | 54  |
| Kristaps Zile       | 45  |

## Individuální trofeje
| Počet                                          | Hráč            | Roky                  |
| ---------------------------------------------- | --------------- | --------------------- |
| Vítěz kanadského bodování                      |                 |                       |
| 1                                              | Viktor Hübl     | 2014/2015             |
| Nejlepší střelec ligy                          |                 |                       |
| 1                                              | David Hruška    | 2001/2002             |
| Nejlepší nahrávač                              |                 |                       |
| 1                                              | Viktor Hübl     | 2014/2015             |
| Nejlepší brankář                               |                 |                       |
| 2                                              | Pavel Francouz  | 2012/2013 • 2014/2015 |
| Nejlepší nováček                               |                 |                       |
| 1                                              | Radek Fiala     | 2005/2006             |
| 1                                              | Jaroslav Hübl   | 2006/2007             |
| Nejproduktivnější obránce                      |                 |                       |
| 1                                              | Jan Vopat       | 1994/1995             |
| 1                                              | Karel Pilař     | 2000/2001             |
| Nejlepší obránce                               |                 |                       |
| 1                                              | Jiří Šlégr      | 2008/2009             |
| Hokejista sezóny                               |                 |                       |
| 1                                              | Martin Ručinský | 2014/2015             |
| Nejlepší hráč play off                         |                 |                       |
| 1                                              | Pavel Francouz  | 2014/2015             |
| Nejproduktivnější hráč Tipsport ELH (play off) |                 |                       |
| 1                                              | Robin Hanzl     | 2014/2015             |
| Nejlepší trenér                                |                 |                       |
| 1                                              | Radim Rulík     | 2014/2015             |

## Účast v mezinárodních pohárech
Zdroj: 
Legenda: SP - Spenglerův pohár, EHP - Evropský hokejový pohár, EHL - Evropská hokejová liga, SSix - Super six, IIHFSup - IIHF Superpohár, VC - Victoria Cup, HLMI - Hokejová liga mistrů IIHF, ET - European Trophy, HLM - Hokejová Liga mistrů, KP – Kontinentální pohár
- EHL 1996/1997 – Čtvrtfinále
- HLM 2015/2016 – Osmifinále

## Mistrovská sestava
| Titul | Sezóna    | Hráči |
| ----- | --------- | --- |
| 1.    | 2014/2015 | Brankáři: Pavel Francouz • Michael Petrasek • Jakub Soukup Obránci: Jiří Zeman • Martin Kokeš • Marek Baránek • Jiří Šlégr • Petr Štindl • Petr Kousalík • Petr Chaloupka • Karel Kubát • Tomáš Pavelka • Jiří Gula • Filip Pavlík • Tomáš Frolo • Zbyněk Sklenička Útočníci: Martin Ručinský • Michal Trávníček • František Lukeš • František Gerhát • Miloslav Hořava • Viktor Hübl • Kamil Piroš • Rostislav Martynek • Vojtěch Kubinčák • Ondřej Jurčík • Juraj Majdan • Robin Hanzl • Jakub Šrámek • Pavel Písařík • Peter Jánský • Jakub Petružálek • Pavel Smolka Trenéři: Radim Rulík • Miloslav Hořava |